# Уильямс, Хейли
Хе́йли Нико́ль Уи́льямс (англ. Hayley Nichole Williams; 27 декабря 1988, Меридиан, Миссисипи) — американская певица, предприниматель, основной автор песен, вокалистка и клавишница рок-группы Paramore.

## Биография
В возрасте 13 лет в 2002 году переехала из своего родного города Меридиан (штат Миссисипи) с семьёй во Франклин, штат Теннесси из-за проблем в школе. В своей новой школе она познакомилась с братьями Джошем и Заком Фарро (позже — соло-гитарист и барабанщик Paramore). Ещё в школе она пыталась попасть в фанк кавер-группу The Factory, где играл Джереми Дэвис (позже — бас-гитарист Paramore).
В 2003 году была замечена продюсерами Дэйвидом Стреанбринком и Ричардом Уильямсом, впоследствии Ричард знакомит её с продюсерами «Atlantic Records A&R» Джими Зуволтом и Кентом Маркусом, которые предложили ей сольный контракт, на что она ответила отказом, сказав, что она хочет быть частью рок-группы. «Atlantic Records» решил пойти ей на встречу, после чего начинает формироваться Paramore с братьями Джошем и Заком Фарро, а также и с Джереми Дэвисом.
Группа Paramore должна была играть под лейблом «Atlantic Records», но отдел маркетинга решил, что для имиджа группы будет лучше перейти на лейбл «Fueled by Ramen», специализирующийся на роке.
В 2007 году Уильямс появляется в клипе «Kiss me» рок-группы New Found Glory. Также в 2007 году в опросе читателей журнала Kerrang! Уильямс заняла второе место в категории «Самая сексуальная женщина» 2007 года уступив только вокалистке Evanescence Эми Ли, год спустя она побеждает в этом опросе, а затем и в 2009 году.
Уильямс записала песню «Teenagers» в качестве саундтрека к фильму «Тело Дженнифер», однако после выхода песни Уильямс заявила, что всё равно не собирается начинать сольную карьеру.
В 2010 году Уильямс появилась в песне «Airplanes» и в «Airplanes (Part II)» рэпера B.o.B с его дебютного студийного альбома B.o.B Presents: The Adventures of Bobby Ray, у трека «Airplanes» был небывалый коммерческий успех, в течение первой недели после выхода сингла было продано 138 000 цифровых копий, это позволило песне дебютировать на 5 месте чарта Billboard Hot Digital Songs. В Billboard Hot 100 песня попала сразу на 12 позицию Наивысшим достижением песни стало 2 место в Hot 100.

### Paramore

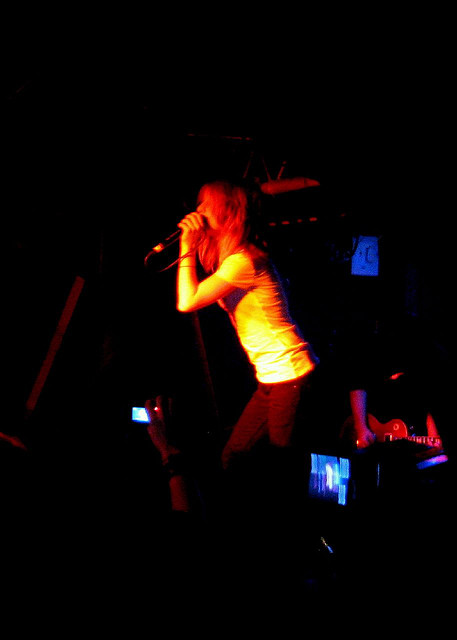
2006 год

Группа Paramore была создана во Франклине, штат Теннесси в 2004 году Хейли Уильямс (вокал/клавишные) вместе с Джошем Фарро (гитара/бэк-вокал), Джереми Дэвисом (бас-гитара) и Заком Фарро (ударные). Группа выпустила шесть студийных альбомов: «All We Know Is Falling», «Riot!», «Brand New Eyes», «Paramore», «After Laugher» и «This Is Why», а также два концертных альбома и три мини-альбома. В июне 2009 года Тэйлор Йорк (ритм-гитара) стал официальным участником группы, хотя он уже играл в качестве гитариста на гастролях группы с 2007 года.
С 2006 года «Paramore» гастролировала за пределами США, в туре по Великобритании и поддержке британского пост-хардкорного бренда The Blackout на фестивале «Give It A Name» в Европе.
Недавно из группы ушли два участника — Джош Фарро (гитара/бэк-вокал) и Зак Фарро (ударные).
Братья покинули группу в 2011 году, по личным причинам.
14 декабря 2015 года, ушёл из группы Дэвис Джереми (бас гитара). 2 февраля 2017 Зак Фарро официально вернулся в состав группы.
На данный момент в группе 3 официальных участника — Хейли Уильямс (вокал/клавишные), Тейлор Йорк (ритм-гитара), Зак Фарро (ударные).

### Соло-карьера
В декабре 2019 года, в свой 31-й день рождения, Уильямс объявила, что она выпустит сольную музыку в 2020 году, в январе. Листовки с изображением Уильямс и названием её нового проекта «Petals for Armor» начали появляться в нескольких городах США и за рубежом. Её дебютный сольный сингл «Simmer» был выпущен 22 января 2020 года с видеоклипом к нему. В тот же день Уильямс объявила, что её сольный дебютный студийный альбом, Petals for Armor, будет выпущен 8 мая 2020 года. Позже стало известно, что она выпустит мини-альбом «Petals for Armor I» 6 февраля 2020 года, о чём заявила в интервью с Зейном Лоу на Apple Music. 19 марта Уильямс объявила, что откладывает выпуск второй половины мини-альбома, и вместо этого выпустила песню «Roses/Lotus/Violet/Iris» с участием группы boygenius.

### Личная жизнь
Хейли была замужем за гитаристом группы New Found Glory Чедом Гилбертом. Закрытая свадебная церемония состоялась в Теннесси 20 февраля 2016. 1 июля 2017 года Уильямс сообщила, что они расстались после 16 месяцев брака и 9 лет отношений в целом. В сентябре 2022 года Уильямс подтвердила, что встречается с Тейлором Йорком.

## Дискография

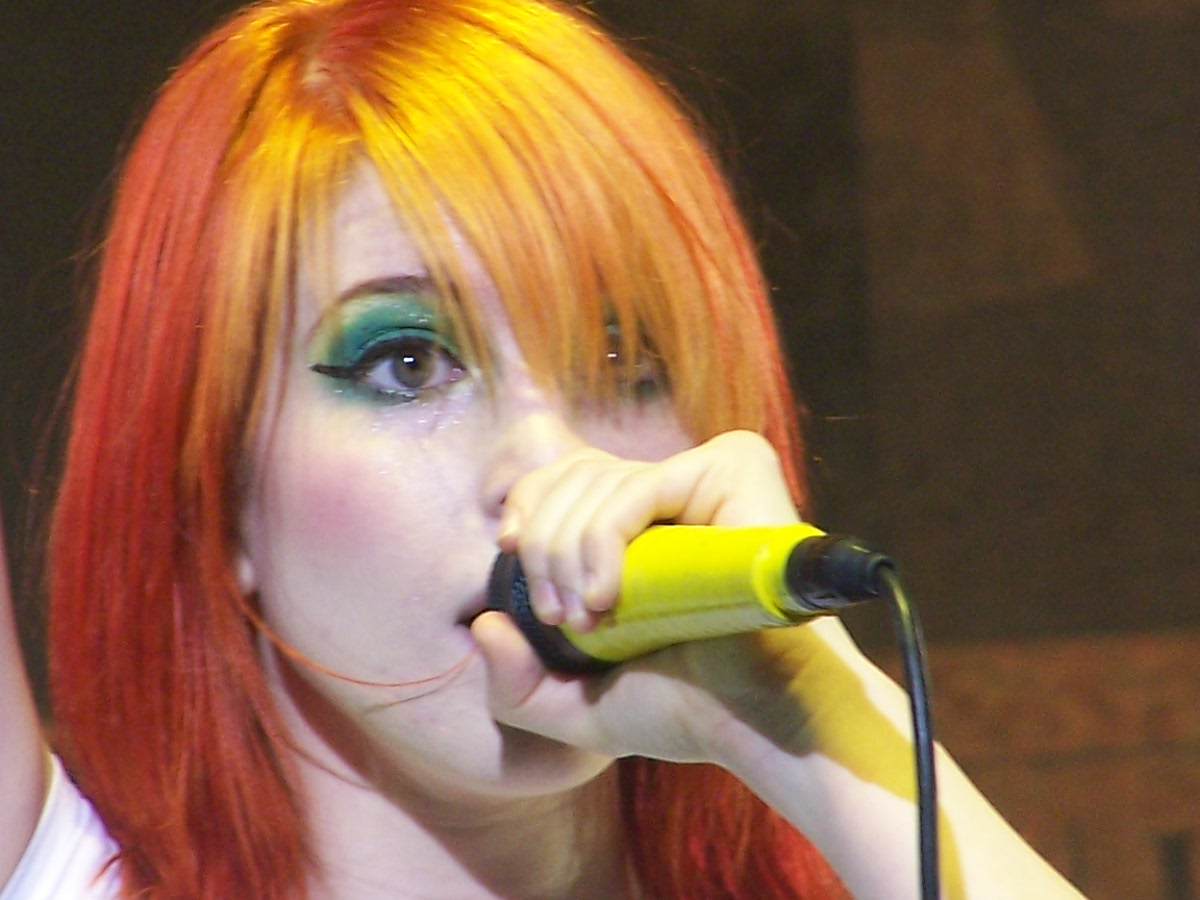
Уильямс в Ванкувере, июль 2009 года

##### Сольный проект
| Год  | Песня                   | Альбом                    |
| ---- | ----------------------- | ------------------------- |
| 2009 | Teenagers               | Тело Дженнифер: Саундтрек |
| 2020 | Simmer                  | Petals for Armor I (EP)   |
| 2020 | Leave It Alone          | Petals for Armor I (EP)   |
| 2020 | Cinnamon                | Petals for Armor I (EP)   |
| 2020 | Creepin'                | Petals for Armor I (EP)   |
| 2020 | Sudden Desire           | Petals for Armor I (EP)   |
| 2020 | Dead Horse              | Petals for Armor II (EP)  |
| 2020 | My Friend               | Petals for Armor II (EP)  |
| 2020 | Over Yet                | Petals for Armor II (EP)  |
| 2020 | Roses/Lotus/Violet/Iris | Petals for Armor II (EP)  |
| 2020 | Why We Ever             | Petals for Armor II (EP)  |

### Видеоклипы
| Дата выхода     | Песня          |
| --------------- | -------------- |
| 22 января 2020  | Simmer         |
| 30 января 2020  | Leave It Alone |
| 06 февраля 2020 | Cinnamon       |
| 09 мая 2020     | Dead Horse     |

### Другие синглы
| Год  | Сингл                 | Позиция в чарте | Позиция в чарте | Позиция в чарте | Позиция в чарте | Позиция в чарте | Позиция в чарте | Позиция в чарте | Позиция в чарте | Позиция в чарте | Позиция в чарте | Сертификат                                                                        | Альбом                                      |
| Год  | Сингл                 | США             | АВС             | КАН             | ЕВР             | ГЕР             | ИРЛ             | РОС             | НЗЕЛ            | ШВЕ             | ВЕЛ             | Сертификат                                                                        | Альбом                                      |
| ---- | --------------------- | --------------- | --------------- | --------------- | --------------- | --------------- | --------------- | --------------- | --------------- | --------------- | --------------- | --------------------------------------------------------------------------------- | ------------------------------------------- |
| 2010 | «Airplanes» (с B.o.B) | 2               | 2               | 2               | 2               | 8               | 2               | 12              | 1               | 5               | 1               | - США: 3× Платиновый - АВС: 3× Платиновый - CAN: 2× Платиновый - НЗЕЛ: Платиновый | B.o.B Presents: The Adventures of Bobby Ray |

### Появление в песнях
| Сингл                                                                                            | Год  | Высшая позиция в чартах | Высшая позиция в чартах | Высшая позиция в чартах | Высшая позиция в чартах | Высшая позиция в чартах | Высшая позиция в чартах | Высшая позиция в чартах | Высшая позиция в чартах | Высшая позиция в чартах | Высшая позиция в чартах | Сертификации | Альбом                                      |
| Сингл                                                                                            | Год  | US                      | AUS                     | AUT                     | CAN                     | GER                     | IRE                     | NZ                      | SWE                     | SWI                     | UK                      | Сертификации | Альбом                                      |
| ------------------------------------------------------------------------------------------------ | ---- | ----------------------- | ----------------------- | ----------------------- | ----------------------- | ----------------------- | ----------------------- | ----------------------- | ----------------------- | ----------------------- | ----------------------- | --- | ------------------------------------------- |
| «Airplanes» (B.o.B при участии Хейли Уильямс)                                                    | 2010 | 2                       | 2                       | 2                       | 2                       | 8                       | 2                       | 1                       | 10                      | 5                       | 1                       | - RIAA: 5× Платиновый - ARIA: 3× Платиновый - BPI: Платиновый - BVMI: Золотой - MC: 2× Платиновый - RIANZ: Платиновый | B.o.B Presents: The Adventures of Bobby Ray |
| «Stay the Night» (Zedd при участии Хейли Уильямс)                                                | 2013 | 18                      | 11                      | 20                      | 22                      | 15                      | 8                       | 20                      | 47                      | 56                      | 2                       | - RIAA: Платиновый - ARIA: Платиновый - BPI: Серебряный                                                               | Clarity                                     |
| «Vicious Love» (New Found Glory при участии Хейли Уильямс)                                       | 2015 | —                       | —                       | —                       | —                       | —                       | —                       | —                       | —                       | —                       | —                       | | Resurrection: Ascension                     |
| «Bury It» (Chvrches при участии Хейли Уильямс)                                                   | 2016 | —                       | —                       | —                       | —                       | —                       | —                       | —                       | —                       | —                       | —                       | | Every Open Eye                              |

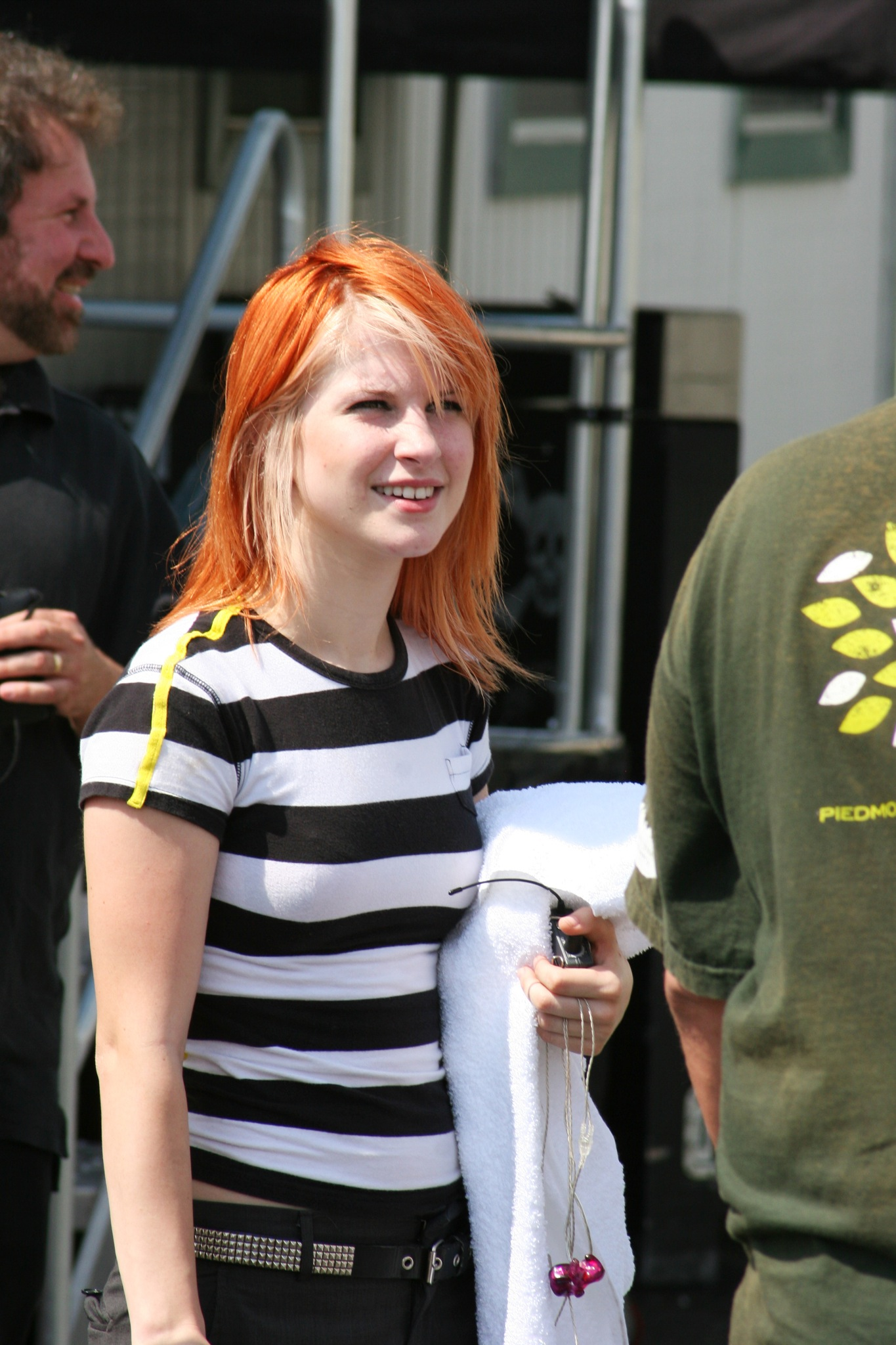
Хейли Уильямс на фестивале «Virgin Mobile» в Балтиморе, август 2008 года

| «Castles Crumbling (Taylor's Version) (From The Vault)» (Taylor Swift при участии Хейли Уильямс) | 2023 |                         |                         |                         |                         |                         |                         |                         |                         |                         |                         | | Speak Now (Taylor's Version)                |

## Награды и номинации
| Год  | Ассоциация                    | Категория                        | Работа                                                              | Результат |
| ---- | ----------------------------- | -------------------------------- | ------------------------------------------------------------------- | --------- |
| 2007 | Kerrang Readers' Poll 2007    | «Самая сексуальная женщина»      | Сама                                                                | Номинация |
| 2008 | Kerrang Readers' Poll 2008    | «Самая сексуальная женщина»      | Сама                                                                | Победа    |
| 2008 | Los Premios MTV Latinoamérica | Premio Fashionista 2008          | Сама                                                                | Номинация |
| 2009 | Los Premios MTV Latinoamérica | Premio Fashionista 2009          | Сама                                                                | Победа    |
| 2009 | Shockwaves NME Awards 2009    | «Самая сексуальная женщина»      | Сама                                                                | Победа    |
| 2009 | Kerrang Readers' Poll 2009    | «Самая сексуальная женщина»      | Сама                                                                | Победа    |
| 2010 | MTV Video Music Awards 2010   | Видео года                       | «Airplanes» — B.o.B (совместно с Хейли Уильямс)                     | Номинация |
| 2010 | MTV Video Music Awards 2010   | Лучшее мужское видео             | «Airplanes» — B.o.B (совместно с Хейли Уильямс)                     | Номинация |
| 2010 | MTV Video Music Awards 2010   | Лучшее Хип-хоп видео             | «Airplanes» — B.o.B (совместно с Хейли Уильямс)                     | Номинация |
| 2010 | MTV Video Music Awards 2010   | Лучшее сотрудничество            | «Airplanes» — B.o.B (совместно с Хейли Уильямс)                     | Номинация |
| 2011 | 37th People’s Choice Awards   | Лучшая песня                     | «Airplanes» — B.o.B (совместно с Хейли Уильямс)                     | Номинация |
| 2011 | BET Awards 2011               | Видео года                       | «Airplanes» — B.o.B (совместно с Хейли Уильямс)                     | Номинация |
| 2011 | BET Awards 2011               | Лучшее сотрудничество            | «Airplanes» — B.o.B (совместно с Хейли Уильямс)                     | Номинация |
| 2011 | 53-я церемония «Грэмми»       | Лучшее совместное поп-исполнение | «Airplanes, Part II» — B.o.B (совместно с Эминемом и Хейли Уильямс) | Номинация |